# Thomas Schreiber
Dans le nom hongrois Schreiber Tamás, le nom de famille précède le prénom, mais cet article utilise l’ordre habituel en français Tamás Schreiber, où le prénom précède le nom.
Thomas Schreiber, né Tamás Schreiber le 18 mars 1929 à Budapest et mort le 28 janvier 2015, est un journaliste français d'origine hongroise, considéré comme un spécialiste de l'Europe centrale. Fuyant le communisme, il s'installe en France en 1949 et y rencontre François Fejtő et Gabriel Farkas. Il commence alors à collaborer avec Radio Free Europe, puis devient stagiaire à L'Express et est embauché au Monde pour lequel il couvrira l'insurrection de Budapest en 1956. Il participe activement au rapatriement en France du photographe de Paris Match, Jean-Pierre Pedrazzini, mortellement blessé au cours de ces événements. 
Il travaille à Radio France Internationale en 1977, quand cette station publique relance des émissions vers l'Europe de l'Est, et ce jusque dans les années 90. Il participe à la revue de presse européenne de France Culture dans les années 90. 

## Ouvrages
- Le Christianisme en Europe orientale, Christianisme Contemporain, 222 p., 1961 ;
- La Yougoslavie de Tito, Paris, Presses de la Cité, coll. dirigé par Roger Pic, 111 p., 1977 ;
- Dominique Venner, Thomas Schreiber et Jérôme Brisset, Grandes énigmes de notre temps, Genève, Éditions Famot, 1978, 248-[24], 18 cm (BNF 34610157) ;
- Avec Noëlle Velly et Jean-Luc Porte, Mogadiscio : Tournant du terrorisme, Diffusion F. Beauval, 252 p., 1978 ;
- Hongrie : la transition pacifique, Paris, Le Monde Éditions, 150 p., 1991 ;
- Les actions de la France à l'Est ou les absences de Marianne, Paris, Éditions L'Harmattan, 256 p., 2000 ;
- J'ai choisi la France, Paris, France-Empire, 332 p., 2010